# ワールドレーシング・チャンピオンシップ
ワールドレーシング・チャンピオンシップ（World Racing Championships）は、1999年にアラブ首長国連邦の航空会社であるエミレーツ航空の協賛により始まった競馬の世界選手権シリーズの名称である。2005年度よりそれまでのワールドシリーズ・レーシング・チャンピオンシップ（World Series Racing Championship）から現在のシリーズ名に改称された。

## 解説
世界的に知られる大レースのなかから指定された競走での成績（着順）をポイント化し、それをもとに年間総合順位を決定する。対象は競走馬（ホース）、騎手（ジョッキー）、調教師（トレーナー）、馬主（オーナー）の4部門である。2005年度は13競走により争われた。
2002年度にエミレーツ航空との契約が切れ2004年のみロールス・ロイス社がスポンサーになったが、2006年の開催を中止することが主催者のワールドレーシング・チャンピオンシップ実行委員会より発表された。2007年に再開される予定であったが実現していない。

## シリーズ対象競走
- キングジョージ6世&クイーンエリザベスダイヤモンドステークス（1999年 - ）
- アイリッシュチャンピオンステークス（1999年 - ）
- カナディアンインターナショナルステークス（1999年 - ）
- コックスプレート（1999年 - ）
- ブリーダーズカップ・ターフ（1999年 - ）
- ブリーダーズカップ・クラシック（1999年 - ）
- ジャパンカップ（1999年 - ）
- 香港カップ（1999年 - ）
- ドバイワールドカップ（1999年 - 2002年。ただし第1回は2000年3月施行のシリーズ最終戦）
- アーリントンミリオンステークス（2000年 - ）
- バーデン大賞（2000年 - ）
- 凱旋門賞（2001年 - ）
- クイーンエリザベス2世カップ（2002年 - ）
- シンガポール航空国際カップ（2002年 - 。2003年はSARS流行により中止）

### 2005年度シリーズ対象競走
|        | 施行日   | 競走名                                                     | 開催国         | 開催競馬場         | 施行コース |
| ------ | -------- | ---------------------------------------------------------- | -------------- | ------------------ | ---------- |
| 第1戦  | 4月24日  | クイーンエリザベス2世カップ                                | 香港           | シャティン         | 芝2000m    |
| 第2戦  | 5月15日  | シンガポール航空インターナショナルカップ                   | シンガポール   | クランジ           | 芝2000m    |
| 第3戦  | 7月23日  | キングジョージ6世&クイーンエリザベスダイヤモンドステークス | イギリス       | ニューベリー       | 芝12f      |
| 第4戦  | 8月13日  | アーリントンミリオンステークス                             | アメリカ合衆国 | アーリントンパーク | 芝10f      |
| 第5戦  | 9月4日   | バーデン大賞                                               | ドイツ         | バーデンバーデン   | 芝2400m    |
| 第6戦  | 9月10日  | アイリッシュチャンピオンステークス                         | アイルランド   | レパーズタウン     | 芝10f      |
| 第7戦  | 10月2日  | 凱旋門賞                                                   | フランス       | ロンシャン         | 芝2400m    |
| 第8戦  | 10月22日 | コックスプレート                                           | オーストラリア | ムーニーヴァレー   | 芝2040m    |
| 第9戦  | 10月23日 | カナディアンインターナショナルステークス                   | カナダ         | ウッドバイン       | 芝12f      |
| 第10戦 | 10月29日 | ブリーダーズカップ・ターフ                                 | アメリカ合衆国 | ベルモントパーク   | 芝12f      |
| 第11戦 | 10月29日 | ブリーダーズカップ・クラシック                             | アメリカ合衆国 | ベルモントパーク   | ダート10f  |
| 第12戦 | 11月27日 | ジャパンカップ                                             | 日本           | 東京               | 芝2400m    |
| 第13戦 | 12月11日 | 香港カップ                                                 | 香港           | シャティン         | 芝2000m    |

なおブリーダーズカップのクラシックとターフは同日開催であり、またコックスプレートとカナディアンインターナショナルステークスも1日違いという関係から実質的に1頭の競走馬がエントリーできるのは最大11競走ということになる。

## 歴代チャンピオンホース
| 施行年 | 優勝馬            | 日本語読み               | 性齢 | 調教国                  | 獲得点 |
| ------ | ----------------- | ------------------------ | ---- | ----------------------- | ------ |
| 1999年 | Daylami           | デイラミ                 | 牡5  | アラブ首長国連邦        | 38P    |
| 2000年 | Fantastic Light   | ファンタスティックライト | 牡4  | アラブ首長国連邦        | 24P    |
| 2001年 | Fantastic Light   | ファンタスティックライト | 牡5  | アラブ首長国連邦        | 30P    |
| 2002年 | Grandera          | グランデラ               | 牡4  | アラブ首長国連邦        | 32P    |
| 2003年 | High Chaparral    | ハイシャパラル           | 牡4  | アイルランド            | 25P    |
| 2004年 | Epalo Sulamani    | エパロ スラマニ          | 牡5  | ドイツ アラブ首長国連邦 | 16P    |
| 2005年 | Vengeance of Rain | ヴェンジェンスオブレイン | 騸5  | 香港                    | 24P    |

## 歴代チャンピオンジョッキー
- 1999年 ランフランコ・デットーリ 43P
- 2000年 ランフランコ・デットーリ 46P
- 2001年 ランフランコ・デットーリ 54P
- 2002年 ランフランコ・デットーリ 72P
- 2003年 ランフランコ・デットーリ 37P
- 2004年 ランフランコ・デットーリ 27P
- 2005年 キーレン・ファロン 47P

## 歴代チャンピオントレーナー
- 1999年 サイード・ビン・スルール 69P
- 2000年 サイード・ビン・スルール 52P
- 2001年 サイード・ビン・スルール 57P
- 2002年 サイード・ビン・スルール 76P
- 2003年 エイダン・オブライエン  39P
- 2004年 サイード・ビン・スルール 30P
- 2005年 エイダン・オブライエン 36P

## 歴代チャンピオンオーナー
- 1999年 ゴドルフィン 57P
- 2000年 ゴドルフィン 52P
- 2001年 ゴドルフィン 57P
- 2002年 ゴドルフィン 72P
- 2003年 マイケル・テイバー&スー・マグナー 34P
- 2004年 ゴドルフィン 30P
- 2005年 スー・マグナー 27P